# Hôtel de ville d'Oran
L'hôtel de ville d'Oran, est un imposant bâtiment historique de la ville d'Oran, a été inauguré en 1886. Il abrite aujourd'hui le siège de la mairie de la ville d'Oran.

## Histoire
Il a été qualifié par Albert Camus de « mairie prétentieuse », connu par les Oranais comme « Dar El Sbouâ », Pour les autres, cette belle construction dans le style éclectique de la fin du XIXe, réalisée en 1886, faisait l’admiration aussi bien de la population de la ville que des visiteurs étrangers par sa remarquable architecture.

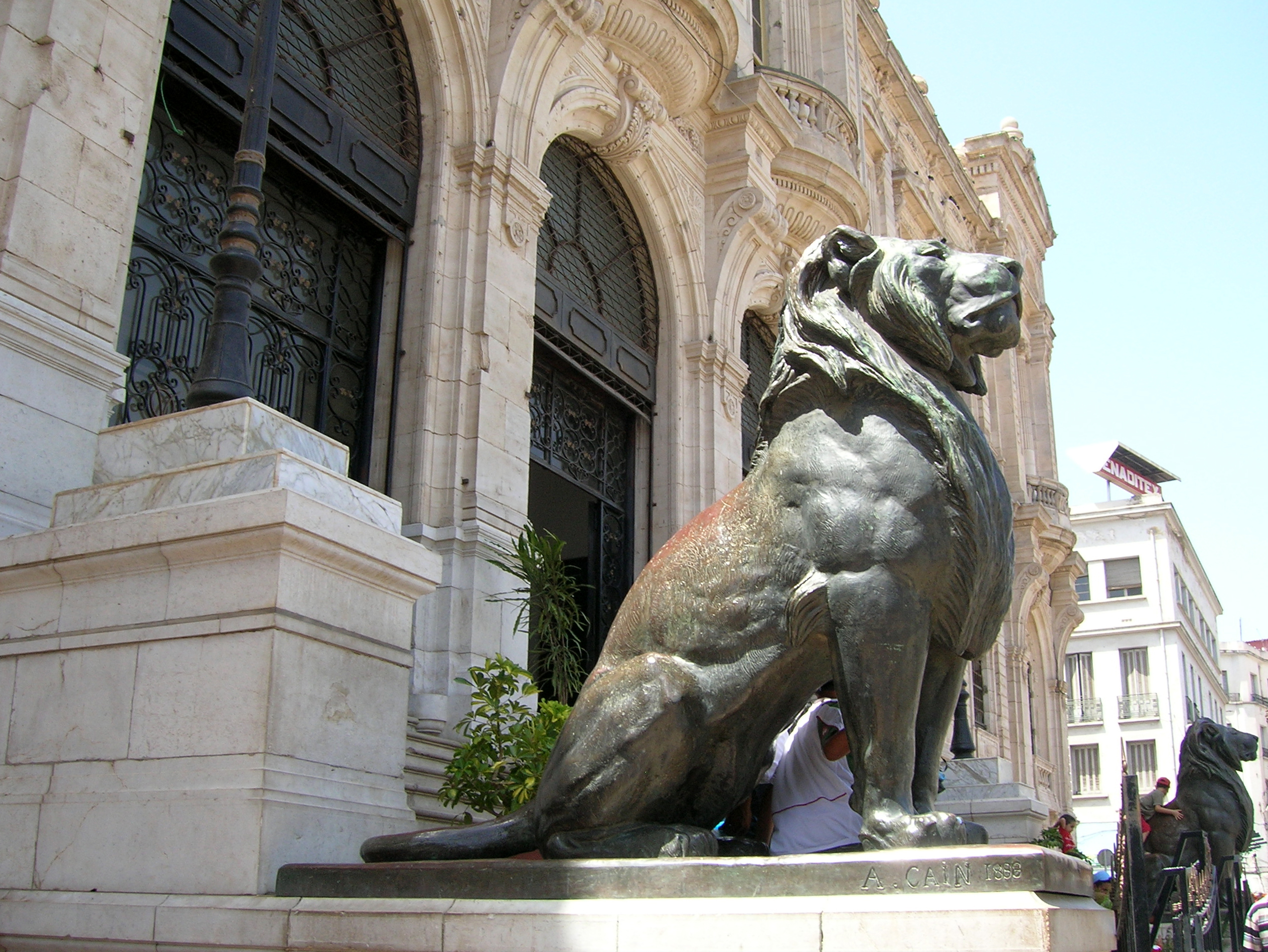
Les lions de l'Hôtel de ville d'Oran datent de l'Algérie française et sont l'œuvre du sculpteur Auguste Cain en 1889.

C’est un magnifique édifice dont les escaliers majestueux sont faits d’un marbre rare, l’onyx translucide d’Ain-Tekbalet.  Au deuxième  étage, il y a la salle des fêtes qui  a fait l’objet d’un attentat de l’OAS en 1962 qui, en y mettant le feu, a ravagé toutes  ses décorations d’origine, Le plafond de la salle des fêtes était gracieusement orné d’allégories, de peinture et de stucs, qui sont de véritables chefs-d’œuvre.
Par ailleurs, il y a la salle des Actes ou de Délibérations  d’une grande magnificence. Il y a également  les principaux services administratifs de la commune.  L’entrée majestueuse de la mairie est embellie par la garde de deux lions sculptés par l’artiste animalier français Auguste Caïn (1889), lesquels lions reflétant  le nom de Wahran en arabe, signifiant les deux lions.
Ces deux lions de bronze de la fin du XIXe permettent de rappeler différentes légendes oranaises, qui lient le nom de la ville avec des lions. Dans la légende mystique, un lion fut aperçu sur la tombe du saint patron Sidi El Hourari. Cependant, la tradition attribue le nom de la ville au songe du fils du Vizir de Cordoue : 

« On raconte qu'un jeune homme, Djaffar fils du Visir de Cordoue, avait fui par la mer la tyrannie de son père opposé à son mariage avec la femme qu'il aimait. S'ensuit une histoire de tempête, de vision de deux lionceaux, de songes prémonitoires, enfin de naufrage sur une superbe plage déserte qui ne pouvait pas s'appeler autrement, encore de nos jours, que la plage des Andalous. »